# Tour Les Poissons
La Tour Les Poissons es un rascacielos situado en el distrito de negocios de La Défense, cerca de París. 
Construido en 1970, mide 129,50 m de altura y tenía en su techo un barómetro cilíndrico luminoso de 22 m, denominado “Gégène”, que cambiaba de color (rojo, verde o azul) según la presión atmosférica. Este barómetro fue desmantelado en 2006.
Los 13 000 m² de oficinas y terrazas panorámicas de la torre fueron completamente renovados en 2009 por la agencia de arquitectura parisina "ESPACES LIBRES".
En 1975, la torre se utilizó como lugar de rodaje de la película Peur sur la ville de Henri Verneuil.